# Serendip deborahae
Serendip deborahae is een lintworm (Platyhelminthes; Cestoda). De worm is tweeslachtig. De soort leeft als parasiet in andere dieren.
Het geslacht Serendip, waarin de lintworm wordt geplaatst, wordt tot de familie Serendipeidae gerekend. De wetenschappelijke naam van de soort werd voor het eerst geldig gepubliceerd in 1995 door Brooks & Barriga.